# Крутій Віталій Іванович
Віталій Іванович Крутій (нар. 8 березня 1967, смт Понінка, Хмельницька область) — український політик, журналіст та медіа експерт, учасник бойових дій, волонтер. Заступник голови Консультативної ради у справах ветеранів війни, сімей загиблих (померлих) захисників України. Народний депутат України 7-го скликання. З травня 2015 — заступник голови Товариства сприяння обороні України.

## Біографія
Народився 8 березня 1967 року на Хмельниччині.
З 1984 р. проживає у Києві. З 1989 по 1995 рік навчався на Інституті журналістики Київського національного університету імені Тараса Шевченка.
З 1985 по 1987 був призваний на строкову службу. Учасник бойових дій. Проходив службу в Афганістані, провінція Кандагар. Старший сержант, командир відділення розвідки 173 окремого загону військ спеціального призначення.
1988–1992 рр. — працював слюсарем Київського виробничого об'єднання «Хімволокно» та редактором відділу газети «Робітнича трибуна». Паралельно, на громадських засадах, голова спілки воїнів-інтернаціоналістів ВО «Хімволокно».
У 1993 році — виконавчий продюсер Центру Творчого Телебачення Міжнародного медіацентру «Internews».
1993–1994 рр. — креативний продюсер рекламно-інформаційного агентства «Янко».
З 1994 по 1995 рік — головний редактор об'єднання недержавних теле-радіо станцій «УНІКА-ТВ», що об'єднувало 16 найбільших обласних телерадіокомпаній України.
1995–2000 рр. — засновник та директор Незалежного телевізійного центру «Практик-ТВ». Крім менеджерської роботи, автор та продюсер ряду теле- та радіопрограм, що транслювались в загальнонаціональному і регіональному ефірі та вироблялись в співпраці з такими організаціями, як: Представництво Європейської Комісії в Україні, телекомпанія BBC MPM, фонд «Євразія» тощо.
2000–2007 рр. — один з засновників та генеральний директор Центру Медіа Ініціатив. Член оргкомітету Київського Міжнародного Телерадіоярмарку. Керівник української частини міжнародного проекту: «Демократизація ЗМІ шляхом надання ефіру широким верствам населення», спільно з BBC World Servise Trust (проект мав широкий резонанс, та був відзначений бронзовою відзнакою на міжнародному Нью-Йоркському фестивалі у 2003 р.).
2008–2009 рр. — генеральний директор холдингу «Медіа проекти», до складу якого входили телеканал Тоніс, Газета 24, Інтернет портал 24.ua.
2010–2014 рр. — генеральний директор Центру Медіа Ініціатив, що є дистриб'ютором «Deutsche Welle» в Україні. Член головного журі телевізійного фестивалю «Відкрий Україну». Член редакційної ради журналу «Телерадіокур'єр».

### Політична діяльність
Активний учасник Революції гідності 2013—2014 років. 4 грудня 2013 року, з трибуни Євромайдану закликав ветеранів-«афганців» до повної мобілізації на захист Майдану. Активний громадський діяч. Волонтер. Багаторазово перебував в зоні антитерористичної операції з гуманітарними місіями.
З квітня 2014 р. — народний депутат України, голова підкомітету з питань друкованих засобів масової інформації та Інтернету Комітету Верховної Ради України з питань свободи слова та інформації.
З травня 2015 р — заступник голови Товариства сприяння обороні України, радник Міністра оборони України.
З 2 червня 2020 р.— заступник голови Консультативної ради у справах ветеранів війни, сімей загиблих (померлих) захисників України.
З 24 лютого 2022 р., з початку повномасштабного вторгнення рф в Україну, доброволець територіальної оборони м. Києва.

## Нагороди та відзнаки
Орден «За мужність» III ступеня, Орден «За заслуги» 3-го ступеня, відзнака Ради національної безпеки і оборони України "Захиснику України" (2022 р.), нагрудний знак "За сприяння обороні Києва" (2023 р.), Відзнака Президента України "За гуманітарну участь в антитерористичній операції", Відзнака Міністерства оборони України "Знак пошани", медаль "За сприяння Збройним Силам України", "Орден Червоної Зірки (1988 р.), медаль «За відвагу»,(1987 р.) , Почесна грамота Кабінету Міністрів України, Грамота Верховної Ради України.